# Лев и Роза
«Лев и Роза» (англ. The Lion and the Rose) — второй эпизод четвёртого сезона фэнтезийного сериала канала HBO «Игра престолов» и 32-й во всём сериале. Сценарий к серии написал Джордж Р. Р. Мартин, автор серии книг «Песнь Льда и Огня», по которой снимается сериал, а срежиссировал серию Алекс Грейвз. Премьера состоялась 13 апреля 2014 года.
Эпизод в основном фокусируется на долгожданной королевской свадьбе между Джоффри Баратеоном (Джек Глисон) и Маргери Тирелл (Натали Дормер). Остальные сюжетные линии включают в себя цель Дома Болтонов захватить Север и продолжающееся путешествие Брана на север Стены.

## Сюжет

### В Дредфорте
Рамси Сноу (Иван Реон) вместе с Вонючкой (ранее Теон Грейджой) (Альфи Аллен) и своей согревательницей Мирандой (Шарлотта Хоуп) охотится в лесу за молодой девушкой. 
Прибывший в Дредфорт Русе Болтон (Майкл Макэлхаттон) с молодой женой Уолдой (внучкой Уолдера Фрея) отчитывает Рамси за пытки и оскопление Теона, которого Русе планировал обменять у Железнорождённых на крепость Ров Кейлин, препятствующую армии северян вернуться на Север. Рамси заставляет Вонючку побрить ему лицо, желая показать абсолютную покорность Грейджоя. В процессе бритья Рамси предлагает Вонючке признаться Русе, что Бран и Рикон Старки живы, а во время захвата Винтерфелла он сжёг двух фермерских мальчишек вместо них. Рамси также рассказывает об убийстве его отцом Робба Старка, который был Теону как брат. Несмотря на всё это, Вонючка завершает бритьё Рамси без ущерба, доказывая тем свою благонадёжность. Русе отправляет Локка (Ноа Тейлор) на поиски детей Старков, приказывая убить Брана и Рикона, так как живыми они представляют угрозу его должности Хранителя Севера. Рамси предлагает ему также найти и уничтожить Джона Сноу, в котором тоже течёт кровь Старков. Русе обещает узаконить положение Рамси, дав ему фамилию Болтонов, если тот захватит Ров Кейлин.

### За Стеной
Бран (Айзек Хэмпстед-Райт), используя свои способности варга, через глаза своего лютоволка Лето в своих видениях настигает и убивает лань. Проснувшись от голоса Ходора (Кристиан Нэрн), Жойен (Томас Броди Сангстер) и Мира (Элли Кендрик) напоминают ему, что ему нужно научиться пользоваться и управлять своими способностями, и если он будет много времени проводить в сознании Лета, то может потерять себя и навсегда остаться в сознании лютоволка. После остановки у чардрева Брану являются видения трёхглазого ворона, его отца, дракона, летящего над Королевской Гаванью, и его трагическое падение в Винтерфелле. В видении он слышит слова: «Ищи меня, под деревом… север». Бран сообщает спутникам, что знает, куда они должны идти.

### На Драконьем камне
Мелисандра (Кэрис ван Хаутен) распоряжается, чтобы несколько подданных Станниса (Стивен Диллэйн), среди которых брат его жены, леди Селисы (Тара Фицджеральд), сир Аксель Флорент, были сожжены ночью на костре в качестве жертвы Владыке Света. Во время ужина со Станнисом и Мелисандрой Селиса высказывает отвращение к своей дочери Ширен (Керри Инргам), лицо которой обезображено каменной болезнью, однако Станнис защищает свою девочку. После ужина Мелисандра общается с Ширен, говорит о Владыке Света и том, что Семь Богов — ложные боги. Несмотря на свой юный возраст и замкнутую жизнь, Ширен не доверяет Мелисандре и общается с ней осторожно.

### В Королевской Гавани
Джейме (Николай Костер-Вальдау) делится с Тирионом (Питер Динклэйдж), что он страдает из-за потери руки. Тирион советует ему тренировать левую руку и организовывает тайные уроки фехтования со своим наёмником Бронном (Джером Флинн), который проводит их в жёсткой форме. По пути на свадебный завтрак лорд Варис (Конлет Хилл) сообщает Тириону о том, что королева знает о его любовнице-проститутке Шае (Сибель Кекилли) и вскоре расскажет об этом их отцу, Тайвину (Чарльз Дэнс). Лорд Мейс Тирелл (Роджер Эштон-Гриффитс) в качестве свадебного подарка преподносит королю Джоффри огромный золотой кубок, Тирион дарит ему редкую старинную книгу, а Тайвин дарит Джоффри второй меч, выкованный из валирийской стали бывшего меча Эддарда Старка. Джоффри даёт ему имя Вдовий Плач и пробует меч, разрубив огромную книгу, только что подаренную Тирионом. В своих покоях Тирион, опасаясь за жизнь Шаи, безуспешно пытается уговорить её оставить его и уехать. Тогда ему приходится солгать, что она ему не нужна, что он никогда бы не смог полюбить шлюху. Бронн сопровождает Шаю до корабля, а позже уверяет Тириона, что она уплыла в Эссос и ей никто не причинит зла.
После свадьбы Тайвин и леди Оленна (Дайана Ригг) обмениваются колкостями друг с другом. Оленна напоминает Тайвину о крупном долге, который Корона должна Железному банку Браавоса. Джейме предупреждает сира Лораса Тирелла (Финн Джонс), говоря ему о том, что стоит ему жениться на Серсее (Лина Хиди), как она убьёт его во сне, а Лорас намекает Джейме, что он знает об их любовной связи. Бриенна из Тарта (Гвендолин Кристи) сталкивается с Серсеей, которая высказывает ей предположение в том, что Бриенна любит Джейме. Маргери (Натали Дормер) объявляет, что остатки пира будут отданы в бедные районы города, заработав этим похвалу гостей. Серсея, недовольная потерей власти и новой королевой, женой Джоффри, сталкивается с великим мейстером Пицелем (Джулиан Гловер), приказывает ему покинуть свадьбу и угрожает казнью, если он не распорядится скормить остатки пира в королевской псарне. Тайвин и Серсея встречают среди гостей принца Оберина Мартелла (Педро Паскаль) и его любовницу-бастарда Элларию Сэнд (Индира Варма). Все четверо ведут напряжённый разговор, обмениваются скрытыми оскорблениями, а Оберин напоминает им, что дочь Серсеи Мирцелла в данный момент находится у него в Дорне.
Во время свадебного пира Джоффри обрывает выступление музыкантов и в качестве забавы запускает примитивный спектакль с карликами, которые в пошлой форме изображают Войну пяти королей, вызывают отвращение и высмеивают некоторых гостей. В спектакле высмеяны отношения Лораса с Ренли Баратеоном; Лорас в гневе покидает пир, Санса (Софи Тёрнер) чуть не плачет, увидев скабрезное изображение недавно погибшего брата Робба, Тирион в ярости от безвкусицы. Джоффри издевательски приглашает своего дядю в спектакль из-за его роста, но Тирион отказывается и предлагает королю, чтобы тот продемонстрировал собственный талант, изобразив своё участие мечом в битве за Королевскую Гавань. Униженный Джоффри приказывает Тириону быть его виночерпием, и играя с ним, намеренно роняет и пинает кубок под стол.
Тирион с помощью Сансы все же наполняет кубок и передаёт его Джоффри, а тот, издеваясь над Тирионом, приказывает ему встать на колени, но Тирион не повинуется. Маргери разряжает ситуацию, привлекая всеобщее внимание к свадебному пирогу с голубями. Джоффри ест кусок пирога, который дает ему Маргери, выпивает вино из кубка, поданного Тирионом, и начинает задыхаться. Пока чрезвычайное происшествие привлекает внимание толпы, королевский шут Донтос (Тони Уэй) оказывается рядом с Сансой и умоляет её бежать с ним. Леди Оленна зовёт всех на помощь королю, Джоффри падает на землю, и становится понятно, что он отравлен. Умирая, Джоффри указывает пальцем на Тириона, изучающего брошенный кубок. Вне себя от горя, Серсея приказывает взять под стражу Тириона по обвинению в убийстве Джоффри.

## Производство

### Сценарий

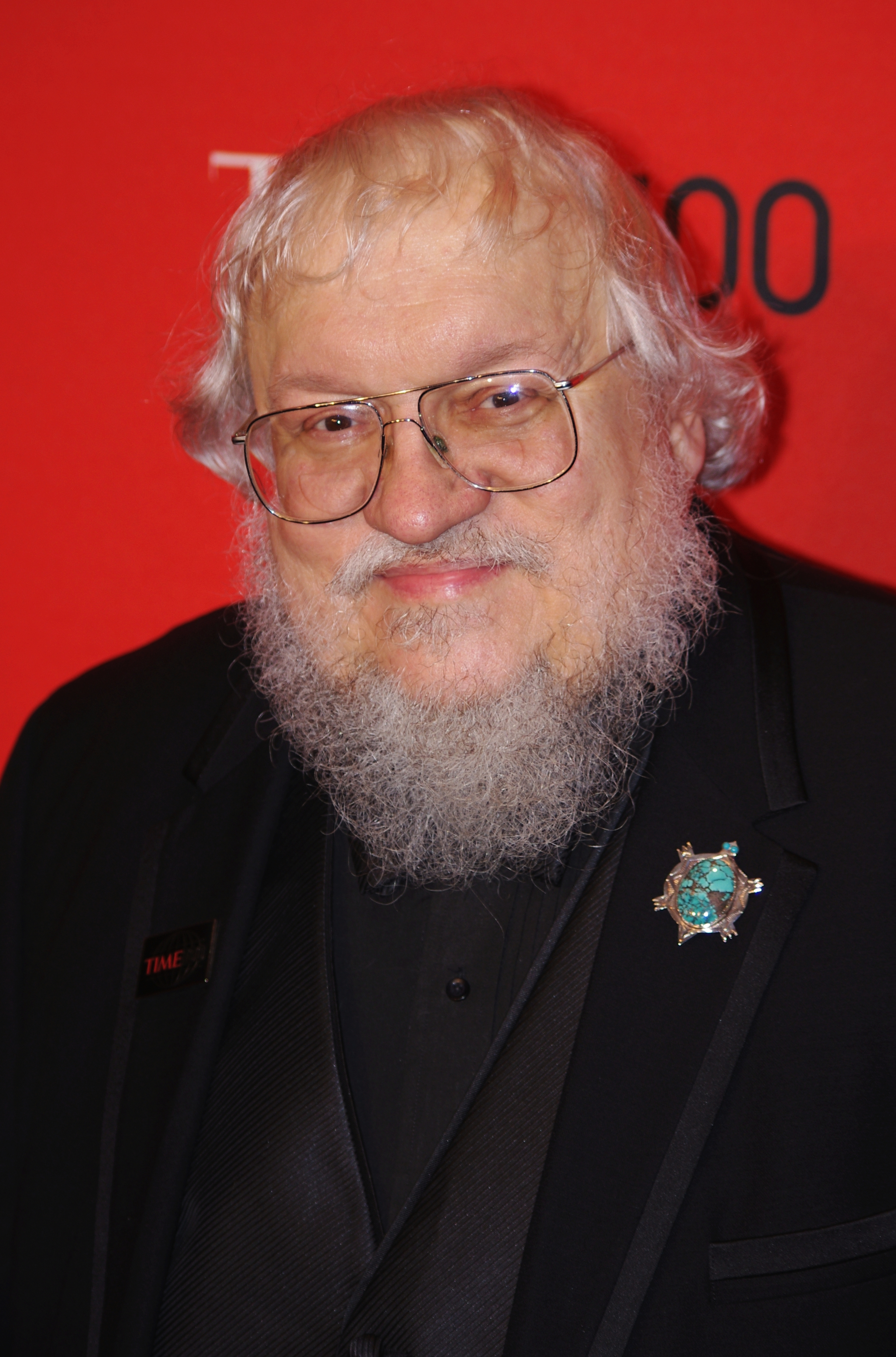
Сценарий к "Льву и Розе" написал автор оригинальной саги: Джордж Р. Р. Мартин.

Сценарий к эпизоду написал Джордж Р. Р. Мартин, автор серии книг «Песнь Льда и Огня». Этот эпизод был его единственным вкладом в сериал в этом сезоне. Главами, адаптированными из книги «Буря мечей», стали главы 59 и 60 (Санса IV и Тирион VIII).

### Кастинг

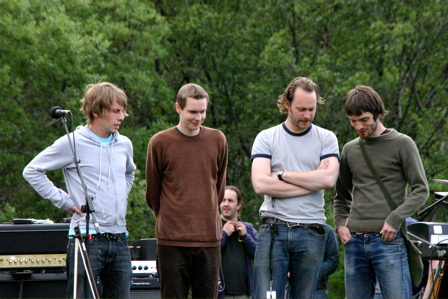
Члены группы Sigur Rós появились в эпизоде.

В эпизоде к актёрскому составу присоединились Роджер Эштон-Гриффитс в роли постоянного персонажа Мейса Тирелла, лорда Хайгардена, и Элизабет Уэбстер в роли Уолды Фрей, толстой молодой жены Русе Болтона. Молодой актёр Дин-Чарльз Чэпмен взял на себя роль Томмена Баратеона в этом эпизоде. В качестве камео исландская группа «Sigur Rós» исполнила свою версию песни «The Rains of Castamere» на свадьбе Джоффри и снова во время заключительных титров.
С этого эпизода Иван Реон (Рамси Сноу) получил повышение до актёра основного актёрского состава. Вопреки ранним сообщениям прессы, Майкл Макэлхаттон (Русе Болтон) остался указанным в эпизоде исключительно в качестве приглашённой звезды.

## Реакция

### Рейтинги
«Льва и Розу» посмотрели около 6.31 миллиона зрителей в течение первого часа.

### Реакция критиков
Эпизод получил единодушное признание критиков; согласно Rotten Tomatoes, все 34 рецензии на веб-сайте были положительными.
Джеймс Поневозик назвал его в «Time» «возможно, лучшим эпизодом» сериала, выделив в виде особой похвалы длительную сцену свадьбы. Делая обзор для «The A.V. Club», Тодд Вандерверфф дал эпизоду оценку «A», назвав его «одним из лучших эпизодов этого шоу, а свадьба Джоффри — одна из лучших сцен во всём сериале». Вандерверфф похвалил текст Мартина, а также режиссёрскую работу Алекса Грейвса, которая, как он сказал, «элегантно создаёт настоящее чувство напряжения на протяжении сцены, даже когда не происходит ничего особенно драматичного». В своём обзоре для IGN Мэтт Фаулер дал эпизоду оценку 9,4/10 и отметил, что «в него вошла шокирующая смерть, которая на самом деле была огромным облегчением для толпы».
TVLine назвал Джека Глисона «артистом недели» за его игру в этом эпизоде. Джеймс Хибберд из «Entertainment Weekly» назвал его третьим лучшим телевизионным эпизодом 2014 года.

### Награды
Эпизод выиграл премию «Эмми» за лучшие костюмы к сериалу.
Из-за номинации, Лина Хиди представила этот эпизод на рассмотрение на премию «Эмми» за лучшую женскую роль второго плана в драматическом сериале.
За этот эпизод Джордж Р. Р. Мартин был номинирован на «Лучшую эпизодическую драму» на 67-й Премии Гильдии сценаристов США.

### Награды и номинации
| Год  | Награда                        | Категория                            | Номинант(ы)                                                              | Результат |
| ---- | ------------------------------ | ------------------------------------ | ------------------------------------------------------------------------ | --------- |
| 2014 | Творческая премия «Эмми»       | Лучшие костюмы в сериале             | Мишель Клэптон, Шина Уикери, Александр Фордэм и Нина Эйрис               | Победа    |
| 2014 | Творческая премия «Эмми»       | Лучшая операторская работа в сериале | Анетт Хелльмигк                                                          | Номинация |
| 2014 | Творческая премия «Эмми»       | Лучшие причёски в сериале            | Кевин Александр, Кэндис Бэнкс, Розалия Кулора, Гэри Мачин и Никола Маунт | Номинация |
| 2015 | Премия Гильдии сценаристов США | Эпизод в драматическом сериале       | Джордж Р. Р. Мартин                                                      | Номинация |